# Steve Beshear
Steven Lynn Beshear dit Steve Beshear, né le 21 septembre 1944 à Dawson Springs, est un avocat et un homme politique américain, membre du Parti démocrate. Il est gouverneur du Kentucky de 2007 à 2015.

## Biographie

### Enfance et études
Steven Beshear sort diplômé en droit de l'université du Kentucky. 

### Première carrière politique
De 1974 à 1979, Steven Beshear représente le 76e district du Kentucky à la Chambre des représentants de l'État du Kentucky. En 1979, il est élu avocat général de l'État et en 1983, lieutenant-gouverneur du Kentucky. 
En 1987, Beshear se présente aux élections primaires du Parti démocrate pour l'élection du gouverneur du Kentucky. Il est battu, n'arrivant qu'en troisième position derrière ses adversaires.

### Carrière dans le secteur privé
Steve Beshear reprend alors son activité professionnelle d'avocat pendant plusieurs années.

### Seconde carrière politique
En 1996, Steve Beshear est le candidat démocrate pour le poste de sénateur du Kentucky au Sénat des États-Unis ; mais il est alors battu par le candidat républicain Mitch McConnell.
Candidat démocrate au poste de gouverneur du Kentucky le 6 novembre 2007, il remporte l'élection avec 58,17 % des voix contre le gouverneur républicain sortant Ernie Fletcher. Il prend ses fonctions le 11 décembre suivant.
En lice pour sa réélection, il obtient un second mandat lors de l'élection du 8 novembre 2011 avec 55,6 % des voix en devançant le républicain David Williams et le candidat indépendant Gatewood Galbraith.